# کالتن هاینز
کالتن لی هاینز (انگلیسی: Colton Lee Haynes؛ زادهٔ ۱۳ ژوئیهٔ ۱۹۸۸) بازیگر و مدل آمریکایی است. او بیشتر برای بازی در نقش جکسون ویتمور در سریال درام فراطبیعی تین ولف محصول شبکه ام‌تی‌وی و روی هارپر / آرسنال در سریال ابرقهرمانی کماندار شبکه سی‌دابلیو شناخته شده‌است.

## زندگی شخصی
کالتن در ماه مه ۲۰۱۶ در مصاحبه‌ای که با مارک استنیکر در هفته‌نامه انترتینمنت ویکلی داشت، به صورت علنی خود را به عنوان یک همجنس‌گرا آشکارسازی کرد.

## فیلم‌شناسی

### فیلم
| سال  | عنوان      | نقش        | یادداشت |
| ---- | ---------- | ---------- | ------- |
| ۲۰۱۵ | سن آندریاس | جوبی اولری |         |
| ۲۰۱۷ | شب سخت     | اسکاتی     |         |
| ۲۰۱۸ | بزرگتر     | جک لالین   |         |

### تلویزیون
| سال                  | عنوان                  | نقش                | یادداشت                                                           |
| -------------------- | ---------------------- | ------------------ | ----------------------------------------------------------------- |
| ۲۰۰۷                 | سی‌اس‌آی: میامی          | براندون فاکس       | قسمت: «بنگ، بنگ، بدهی تو»                                         |
| ۲۰۱۷ ؛۲۰۱۲–۲۰۱۱      | تین ولف                | جکسون ویتمور       | نقش اصلی (فصل ۲–۱) بازیگر مهمان (فصل ۶)                           |
| ۲۰۲۰–۲۰۱۸ ؛۲۰۱۸–۲۰۱۶ | کماندار                | روی هارپر / آرسنال | نقش اصلی (فصل ۷، ۳–۲) نقش مکمل (فصل ۸ ،۱) بازیگر مهمان (فصل ۶ ،۴) |
| ۲۰۱۷                 | داستان ترسناک آمریکایی | جک ساموئلز         | نقش مکمل                                                          |

### بازی‌های ویدئویی
| سال  | عنوان                    | نقش           | یادداشت |
| ---- | ------------------------ | ------------- | ------- |
| ۲۰۱۶ | آکادمی انتقام‌جویان مارول | ثور (صداپیشه) |         |

### موزیک ویدئو
| سال  | نقش              | هنرمند           | نقش         | یادداشت |
| ---- | ---------------- | ---------------- | ----------- | ------- |
| ۲۰۰۷ | «دوستت ندارم»    | مای کمیکال رومنس | ستاره مهمان |         |
| ۲۰۱۲ | «دردسر»          | لیونا لوئیس      | معشوق       |         |
| ۲۰۱۳ | «طلا»            | ویکتوریا جاستیس  | ستاره مهمان |         |
| ۲۰۱۴ | «عزیزم، من خوبم» | اندی گرامر       | ستاره مهمان |         |
| ۲۰۲۱ | «عزیز صنعت»      | لیل ناز اکس      | حراست       |         |